# Occator
Koordinaten: 19° 51′ 36″ N, 120° 40′ 12″ W
| Cereskrater Occator                                 | Cereskrater Occator                        |
| --------------------------------------------------- | ------------------------------------------ |
| Aufnahme des Kraters Occator von der Raumsonde Dawn |                                            |
| Eigenschaften                                       |                                            |
| Breite                                              | 19,86 N                                    |
| Länge                                               | 239,33 O                                   |
| Durchmesser                                         | 92 km                                      |
| Tiefe                                               | 4 km                                       |
| Namensgeber                                         | Occator, Helfer der römischen Göttin Ceres |

Occator ist ein Einschlagkrater auf dem Zwergplaneten Ceres. Er hat einen Durchmesser von 92 Kilometern und ist mit mehreren auffallenden hellen Flecken eine der hervorstechendsten Strukturen auf Ceres.
Der Krater wurde nach der römischen Gottheit Occator benannt, dem Gott der Egge, der ein Helfer der Göttin Ceres ist. Der Name wurde von der IAU am 3. Juli 2015 offiziell bestätigt.

## Beschreibung
Occator ist der 16.-größte benannte Krater auf Ceres. Er liegt in der äquatorialen Hochebene Hanami Planum, auf dem 20. nördlichen Breitengrad. Eine der beiden Halbkugeln von Ceres ist nach Occator benannt, das Gegenstück nach dem Krater Kerwan.
Die Wände des Kraters erheben sich aus dem Innern zu 25 Prozent beinahe senkrecht und erreichen dabei Höhen von fast 2000 Metern. Direkt neben solch steilen Stellen befinden sich Partien, die von großen Hangrutschungen gezeichnet sind. Die unmittelbare Nachbarschaft von solchen Extremen der Stabilität und Instabilität könnte für Unterschiede des Materials oder der Festigkeit sprechen.
Das Zentrum des Kraters bildet eine im Durchmesser etwa elf Kilometer weite Senke, in deren Mitte sich eine rund drei Kilometer breite und etwa 400 Meter hohe, helle domförmige Kuppe befindet. Die Kuppe ist von Rissen durchzogen und besteht anscheinend aus bestimmten Salzen, die als Folge des den Krater bildenden Einschlags durch kryovulkanische Eruptionsprozesse gefördert wurden.

### Helle Strukturen
Die auffälligen hellen Strukturen des Kraters wurden bereits durch vergleichsweise niedrig aufgelöste erdgebundene Beobachtungen am Keck-Observatorium auf Mauna Kea gefunden und insgesamt vorläufig als „Region A“ bezeichnet. Erst durch die Raumsonde Dawn konnten der zugehörige Krater identifiziert und die Struktur dieser Flecken aufgeklärt werden. 
Der zentrale Fleck erhielt 2016 den Namen Cerealia Facula („Fackel des Ceresfestes“), er ist der hellste Bereich des gesamten Zwergplaneten. Die östliche Gruppe von Flecken erhielt den Namen Vinalia Faculae („Fackeln des Weinfestes“). Facula, im Plural Faculae, davon abgeleitet der deutsche Begriff Fackel, ist in der planetaren Nomenklatur die lateinische Gattungsbezeichnung für helle Flecken.
Die ersten Beobachtungen durch Dawn aus größerer Entfernung ließen einige Wissenschaftler eine Art Bodennebel am Boden des Kraters annehmen. Am 9. Dezember 2015 berichteten Wissenschaftler, dass die hellen Flecken ihre Farbe möglicherweise von Salzen haben, die von einer Art von Sole herrührt, die Magnesiumsulfat enthält oder von ammoniumhaltigen Tonen. Ein Bericht vom 29. Juni 2016 datiert das Alter der Kraters auf 80 Millionen Jahre und führt die weißen Stellen auf Natriumcarbonat und eine Form von hydrothermalen Aktivitäten neueren Datums zurück, die durch Meteoriteneinschlag ausgelöst wurden. Außerdem wurden die Signaturen von Ammoniumchlorid und/oder Ammoniumbicarbonat erkannt.
Eine Veröffentlichung vom 8. März 2017 datiert Cerealia Facula auf ein Alter von 4 Millionen Jahren und 30 Millionen Jahre jünger als den Einschlagskrater, sie spricht beim Material von einer bisher nicht bekannten Form von Carbonat. Die Vinalia Faculae bestehen demnach aus einer Mischung von Carbonaten und dunklerem Material.

## Galerie

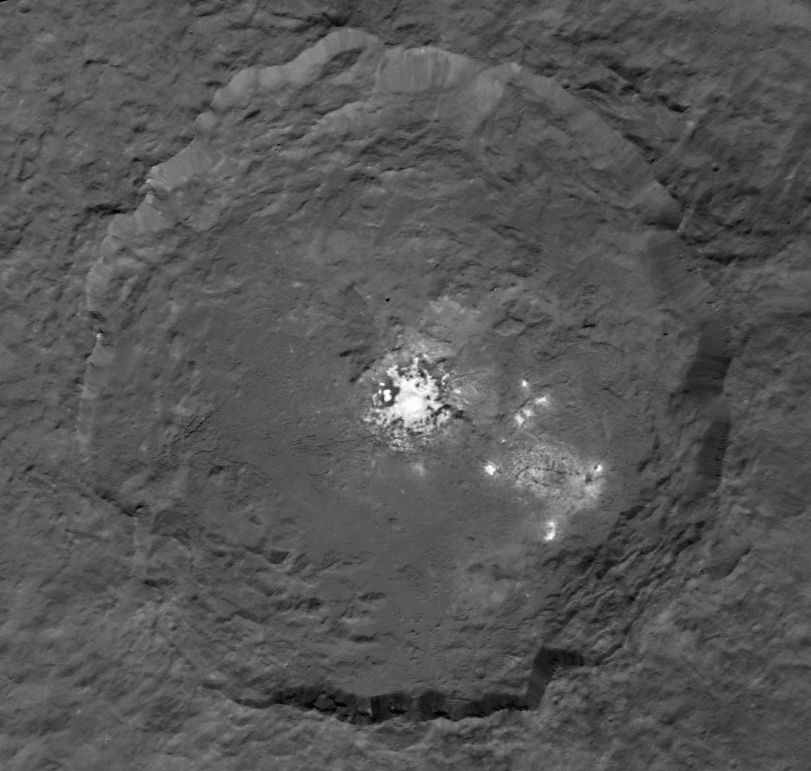
Zusammengesetztes Bild, in dem die hellen Flecken nicht überbelichtet sind
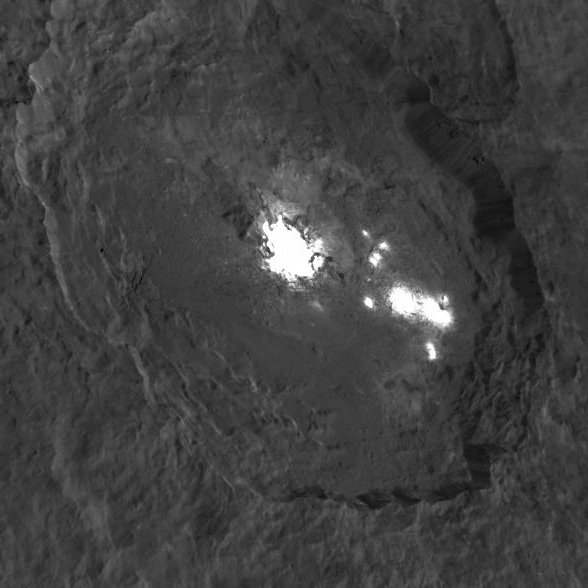
Schräge Draufsicht
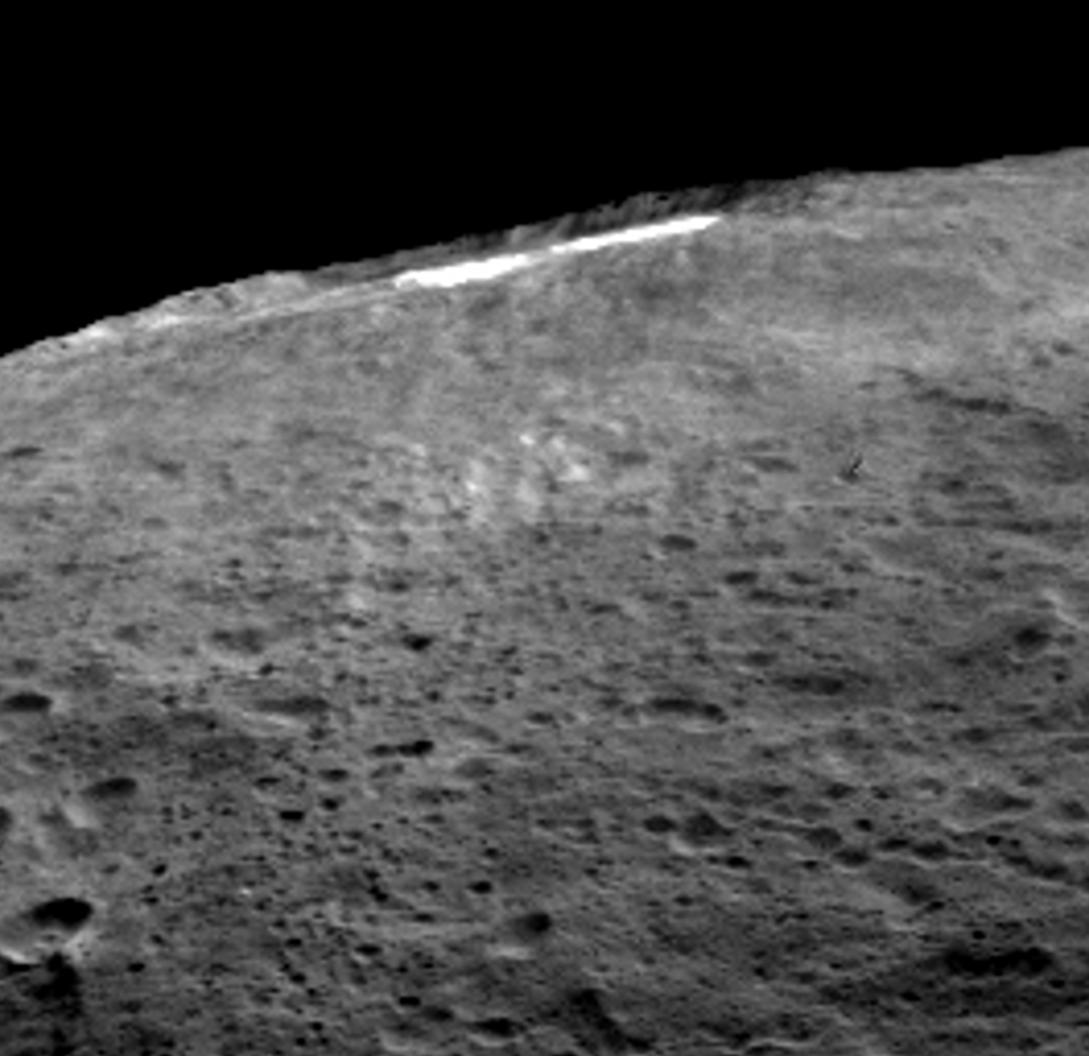
Seitliche Ansicht
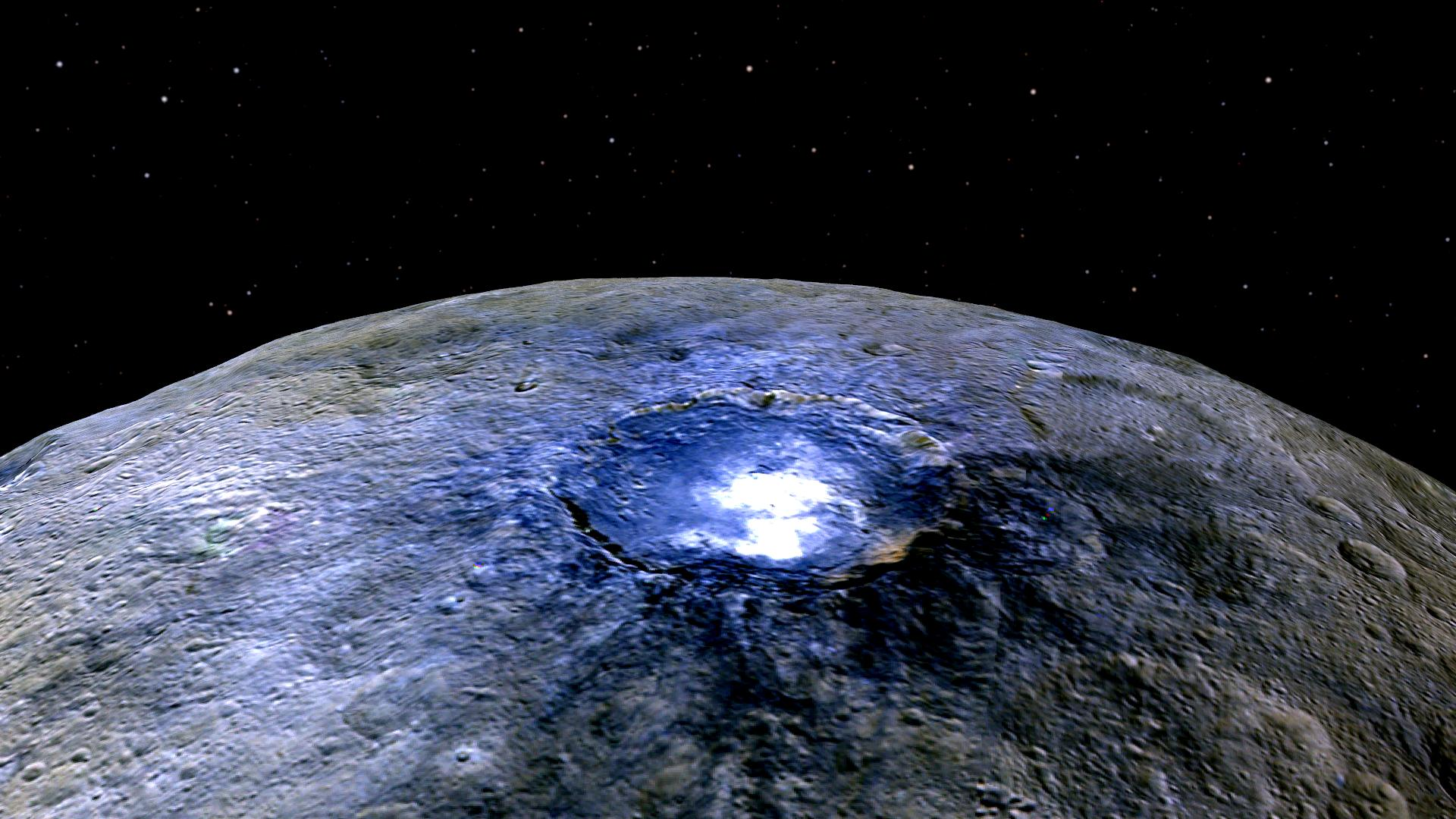
Falschfarbenbild
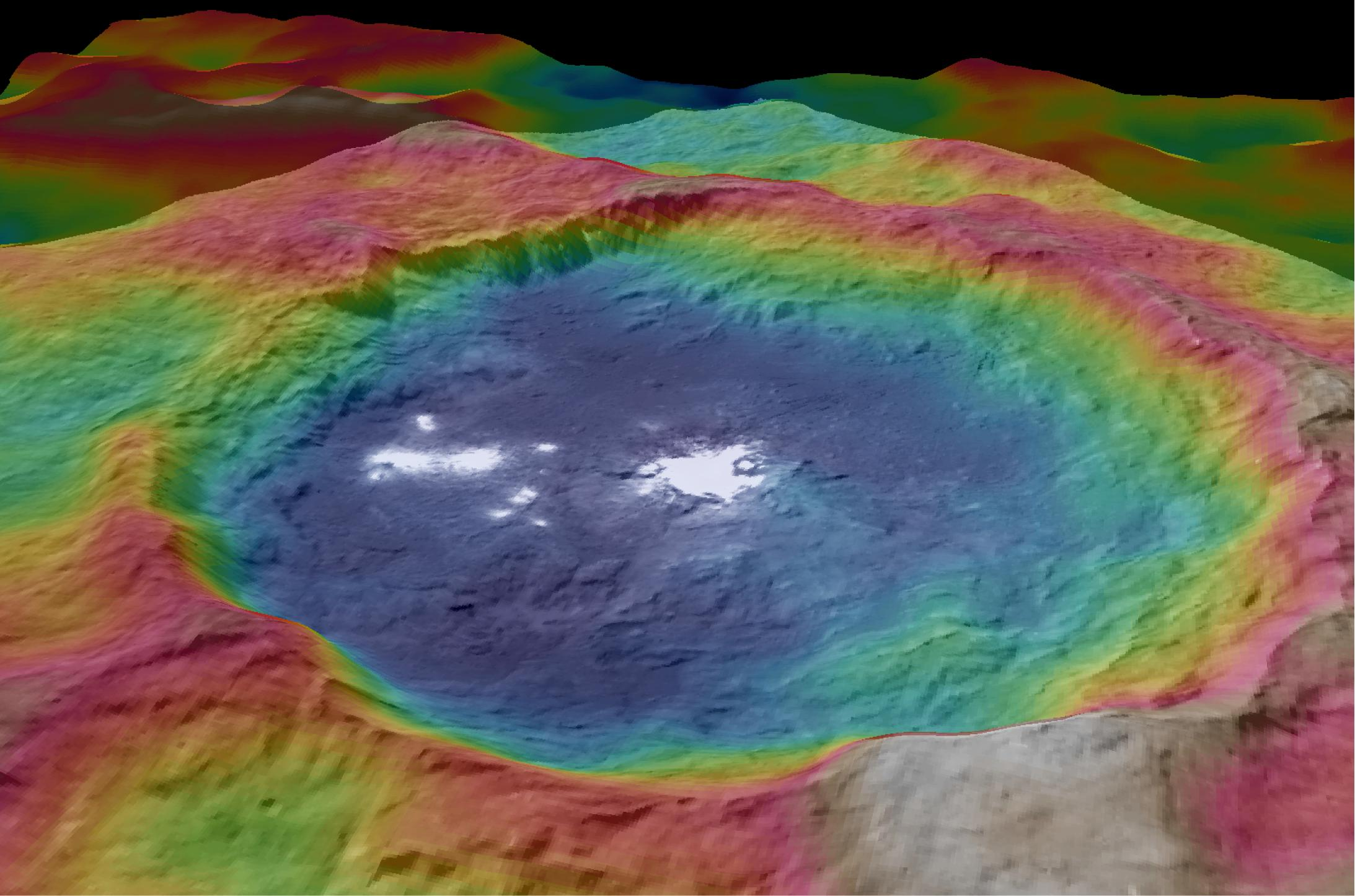
Topographische Darstellung
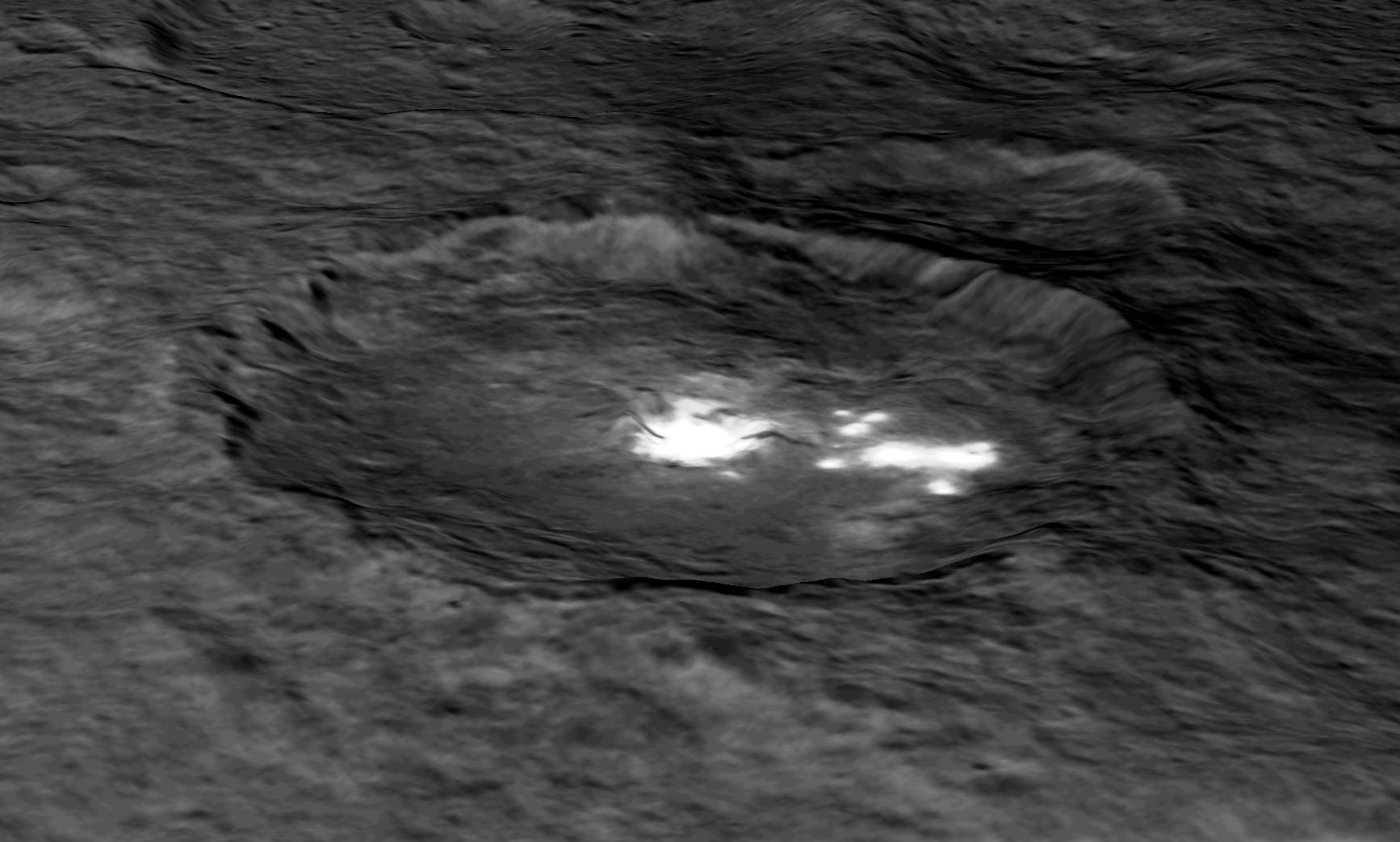
3D-ähnliche Perspektive
- Animation: Flug über Occator
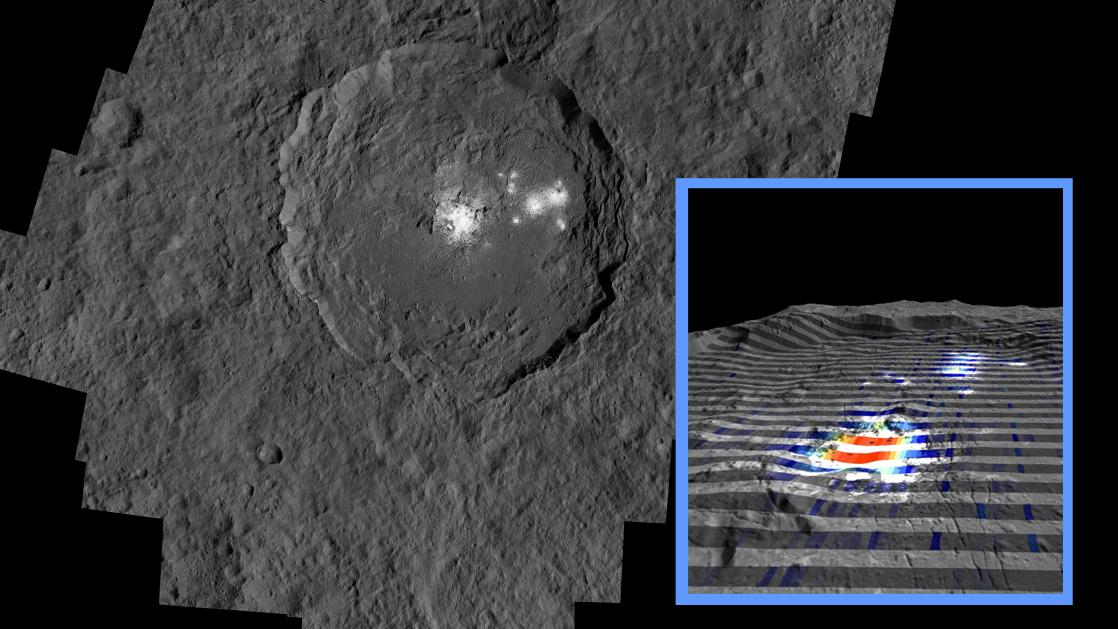
Die hellen Flecken bestehen hauptsächlich aus Natriumcarbonat.
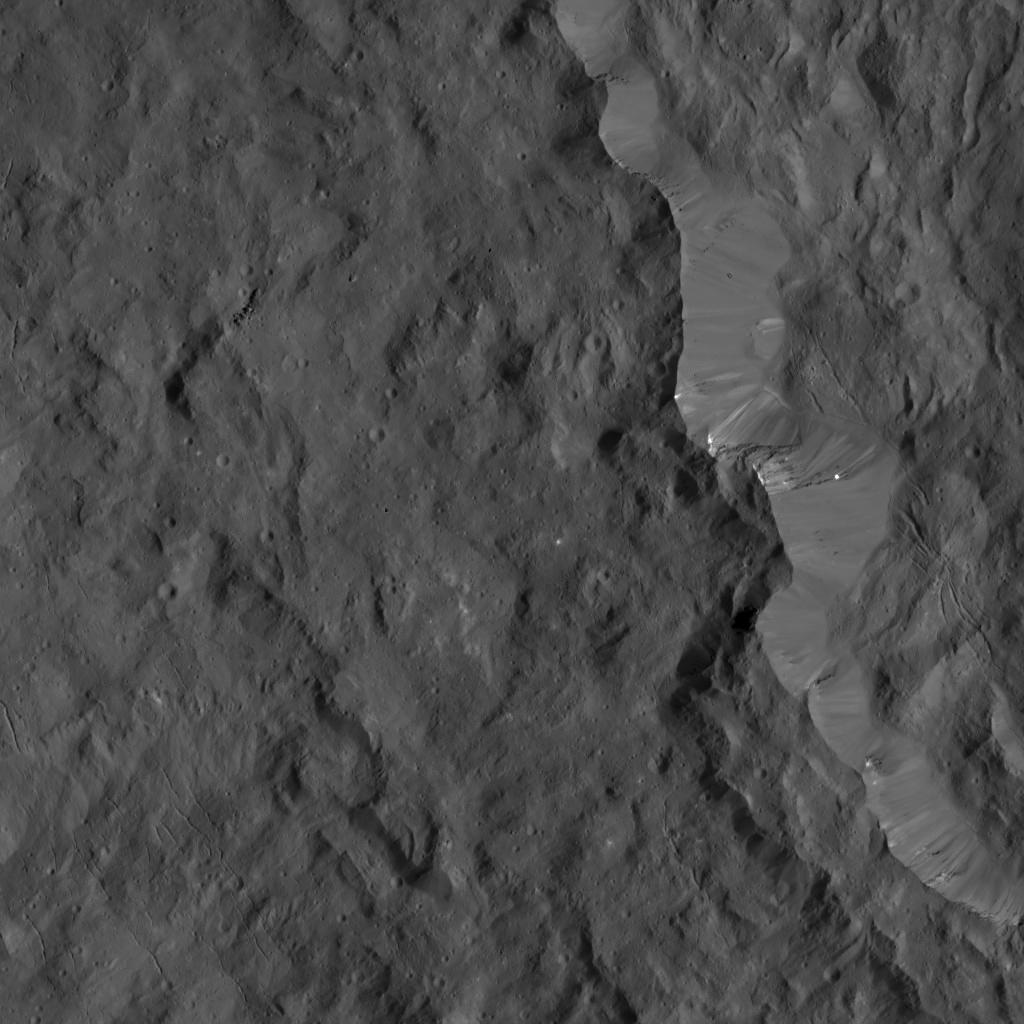
Westlicher Kraterrand
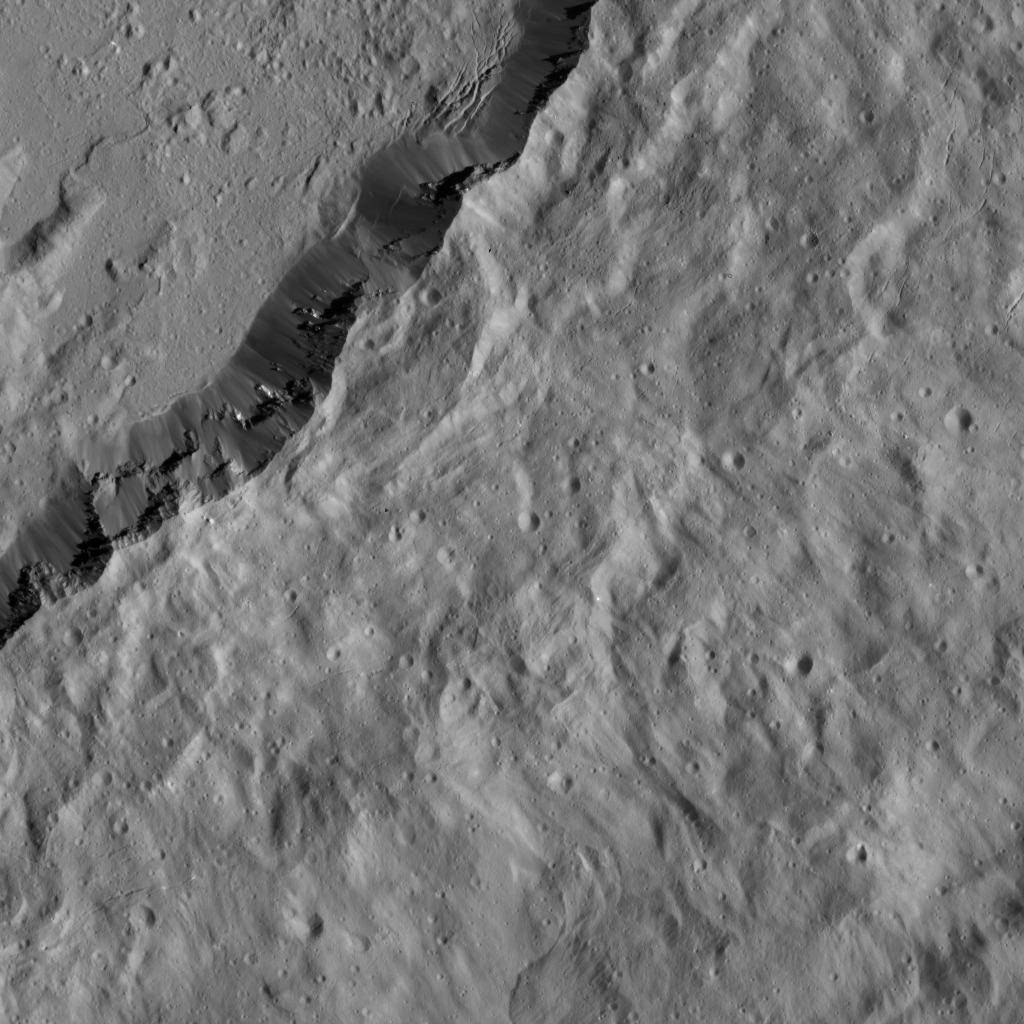
Südöstlicher Kraterrand
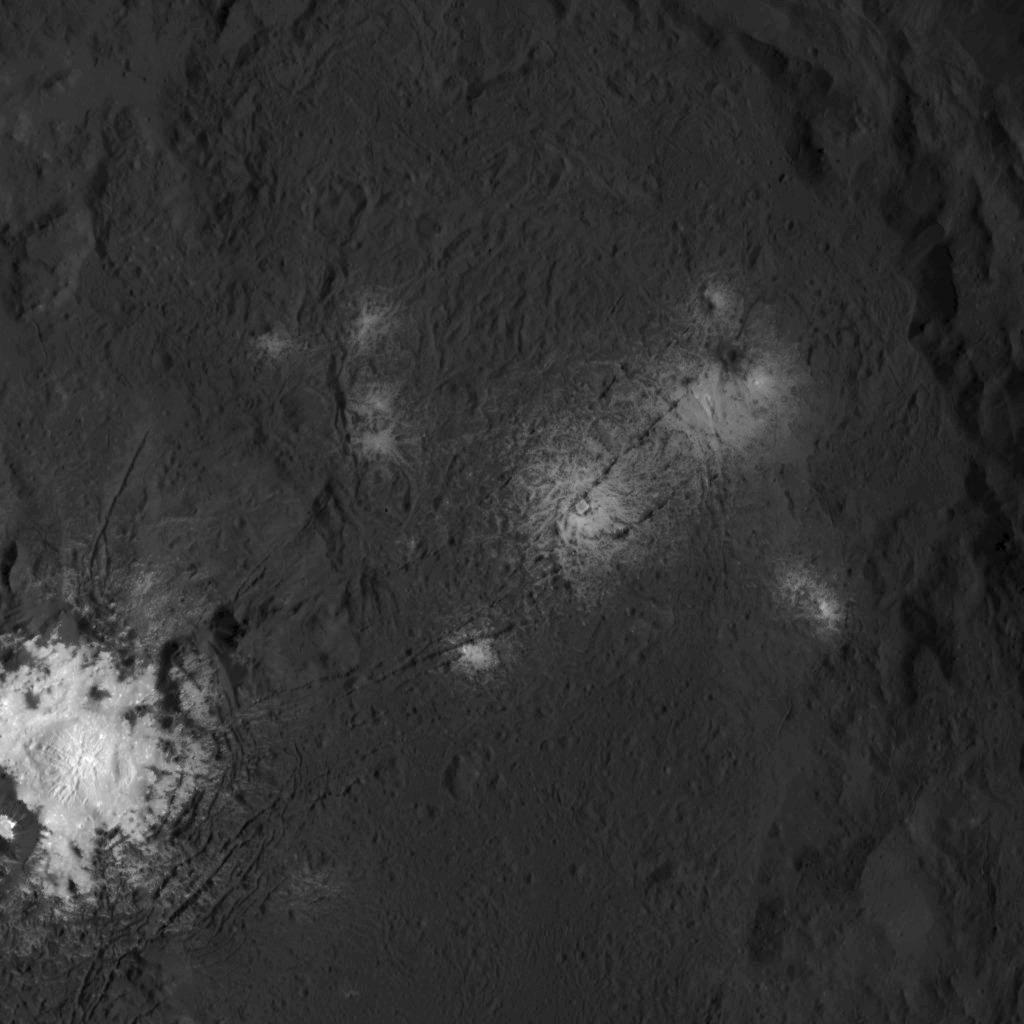
Aufnahme aus niedriger Höhe
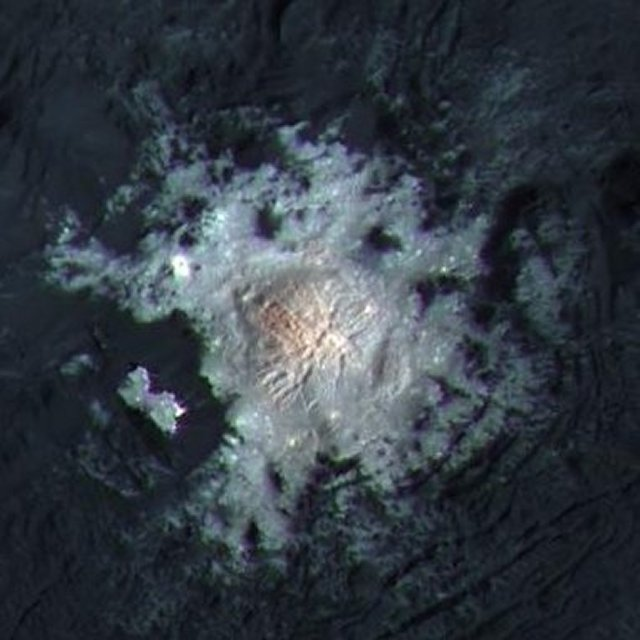
Zentralstruktur von Occator, Detailaufnahme, erweitertes Farbspektrum